# 高吻孔頭鯛
高吻孔頭鲷，为輻鰭魚綱奇鯛目大鱗鲷科的其中一種。分布於北太平洋區，包括日本、阿拉斯加、加拿大、美國及墨西哥等海域，屬深海魚類，棲息深度50至3400公尺，本魚胸鰭長且細,超過肛門但是不長達頭部，體深褐色或黑色；在咽喉與鰓蓋條上黑色，背鰭硬棘3枚；背鰭軟條14至16枚；臀鰭硬棘1枚；臀鰭軟條7至9枚；脊椎骨28至31個，體長可達8.5公分。

## 扩展阅读
維基物種上的相關：高吻孔頭鲷